# Inge Berner

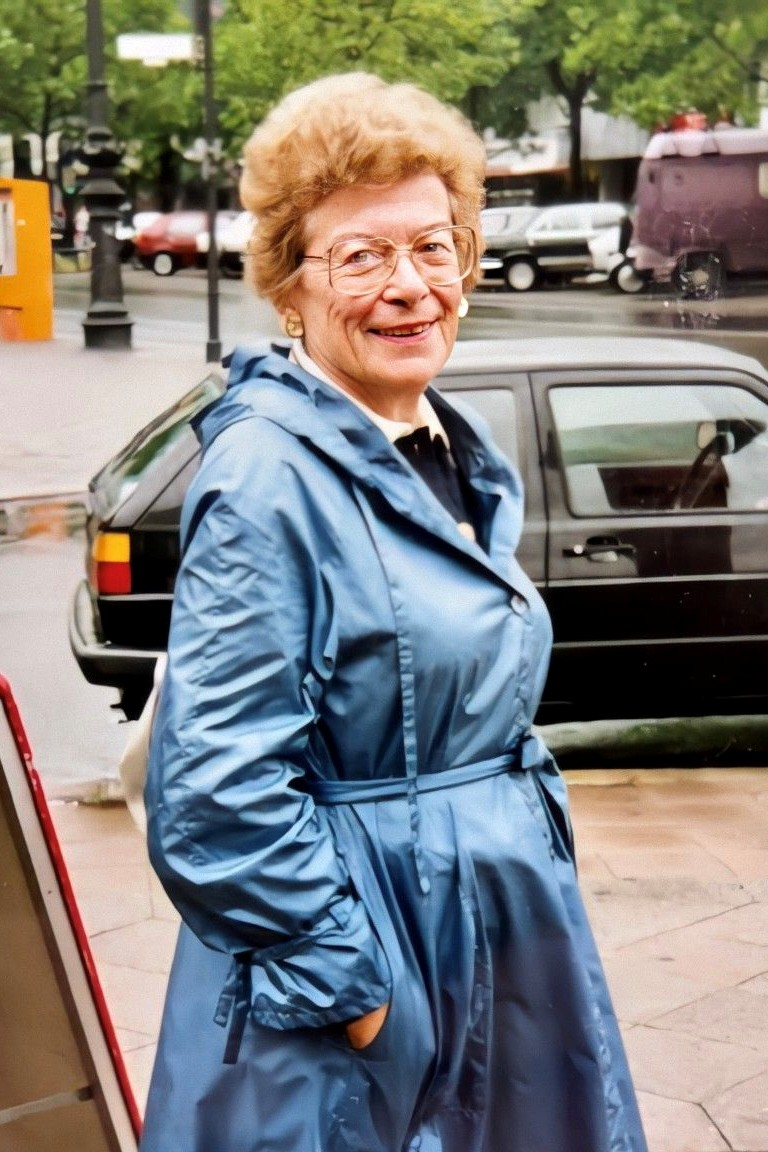
Inge Berner (1995) bei einem Berlinbesuch

Inge Berner (auch Ingeborg Gerson und zeitweilig Gerson-Brin; geboren am 27. April 1922 in Berlin; gestorben am 10. Juni 2012 in Reston (Virginia), USA) war eine deutsch-US-amerikanische jüdische Widerstandskämpferin gegen den Nationalsozialismus. Als Mitglied einer Frauen-Widerstandsgruppe wurde sie zum Tode verurteilt, überlebte jedoch Gefängnis, Deportation und Zwangsarbeit im Konzentrationslager und wanderte 1949 in die Vereinigten Staaten aus. Ihre Familie wurde im Zuge des Holocaust 1942 im KZ Auschwitz ermordet.

## Familie
Ingeborg „Inge“ Gerson kam am 27. April 1922 in Berlin als Tochter von Bruno Gerson, einem Kaufmann, und der Hausfrau Flora geborene Opprower zur Welt. Inges jüngere Schwester Ursula Juliane wurde am 4. Januar 1925 in Berlin geboren, starb aber am 9. April 1925 im Alter von nur drei Monaten; sie wurde auf dem Jüdischen Friedhof Weißensee beerdigt. Inges jüngerer Bruder Herbert wurde am 15. Juni 1926 ebenfalls in Berlin geboren. Die Familie Gerson lebte bis Ende November 1942 in Berlin-Mitte in der ehemaligen Wallner-Theater-Straße 24, davor bis Anfang der 1930er Jahre in der ehemaligen Marsiliusstraße 18.

## Widerstand
Inge Gerson war bis 1938 Mitglied der Herbert-Baum-Gruppe, einer geheimen antifaschistisch-kommunistischen Widerstandsgruppe, die überwiegend aus jüdischen Jugendlichen bestand. Auch Inges Schulfreundinnen Marianne Joachim (geb. Prager), Hildegard Loewy und Hella Hirsch gehörten zur Gruppe. Ein zeitgenössisches Foto zeigt Gerson mit Marianne Joachim, in eleganter Kleidung beieinander stehend.

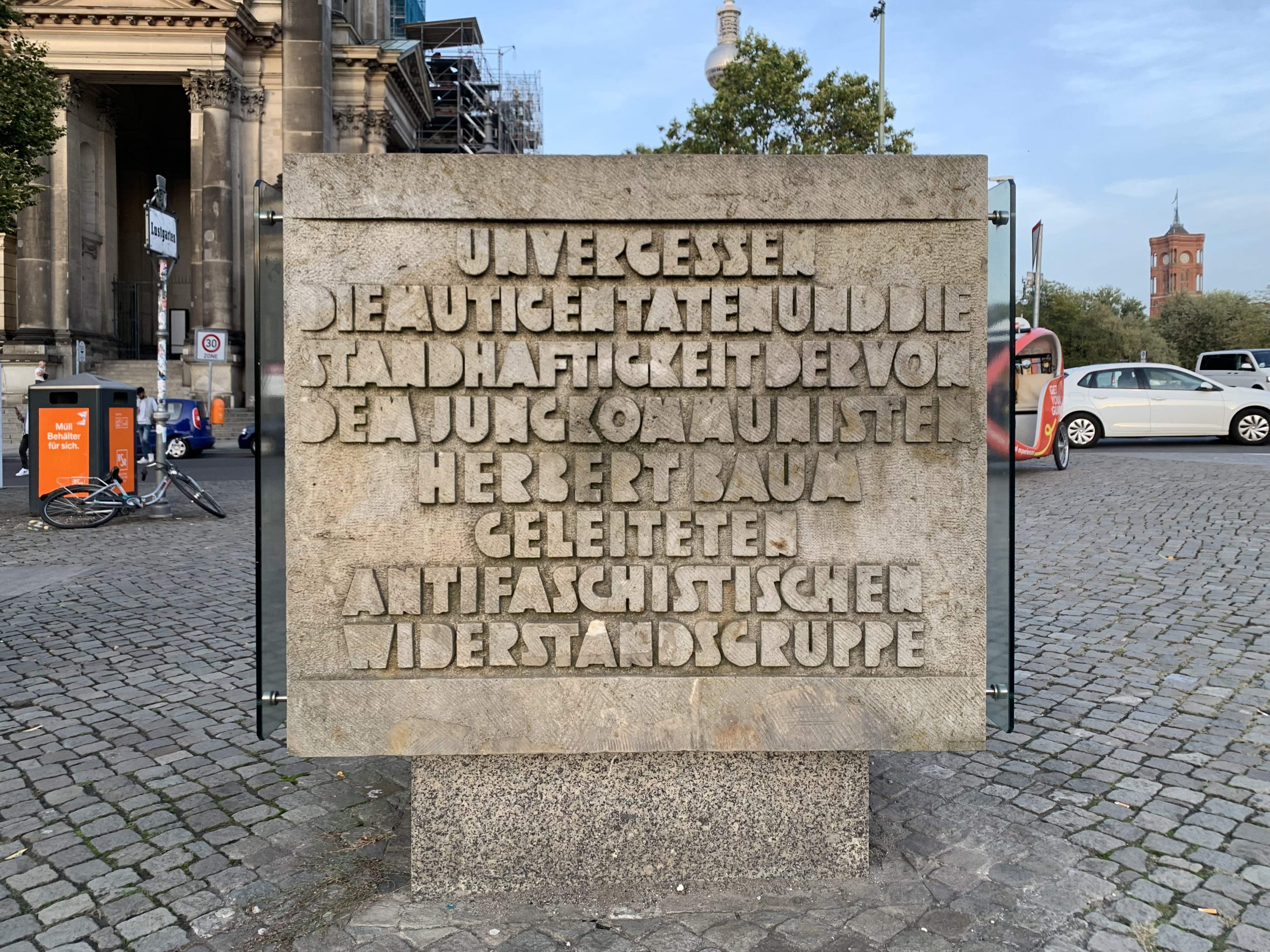
Gedenkstein für die ermordeten Mitglieder der Herbert-Baum-Gruppe am Lustgarten in Berlin-Mitte

Als die Herbert-Baum-Gruppe 1942 einen Brandanschlag auf die NS-Propagandaausstellung „Das Sowjet-Paradies“ verübte, wurde sie enttarnt. Fast alle Mitglieder wurden hingerichtet oder ins Konzentrationslager (KZ) deportiert. Inges Freundin Marianne Joachim wurde 1943 im Gefängnis Plötzensee hingerichtet. Lange vor diesem Zeitpunkt hatte Gerson die Gruppe wegen politischer Differenzen bereits wieder verlassen.
Im April 1941 wurde Inge Gerson zur Zwangsarbeit bei der F. Butzke Schrauben-Industrie und Fassondreherei GmbH in der Brandenburgstraße (heute Lobeckstraße) 74–75 verpflichtet. Dort lernte sie die ebenfalls jüdische Zwangsarbeiterin Eva Mamlok kennen, die eine geheime antifaschistische Frauen-Widerstandsgruppe leitete. Die Mitglieder kamen hauptsächlich aus der verbotenen Sozialistischen Arbeiter-Jugend. Die jungen Frauen setzten sich mit subversiven Aktionen gegen das NS-Regime zur Wehr: Sie verteilten Flugblätter gegen den Krieg, verbreiteten verbotene Literatur und schrieben Parolen an Hauswände. Gerson schloss sich der Gruppe an und beteiligte sich an den Widerstandsaktionen.

## Verhaftung und Deportation
Am 30. September 1941 wurden drei Frauen aus der Widerstandsgruppe – Eva Mamlok, Inge Gerson und Inge Lewinsohn – wegen Besitz und Weitergabe verbotener Bücher denunziert, verhaftet und ins Gefängnis Alexanderplatz eingeliefert. Nach späteren Erinnerungen Berners habe ein NS-Gericht sie wegen „Wehrkraftzersetzung“ zum Tode verurteilt. Die Todesurteile seien jedoch in lebenslängliche Haftstrafen im Konzentrationslager umgewandelt worden. Diese Urteile sind auch aufgrund lückenhafter Überlieferung bislang nicht durch Dokumente belegt. Auch über die Gründe der Begnadigung gibt es unterschiedliche Aussagen: Inge Gerson schrieb in ihren Aufzeichnungen, ihr nicht-jüdischer Onkel habe sich für die jungen Frauen eingesetzt. Einer anderen Erinnerung zufolge war es Inges Mutter Flora gelungen, einen der Beamten zu bestechen.

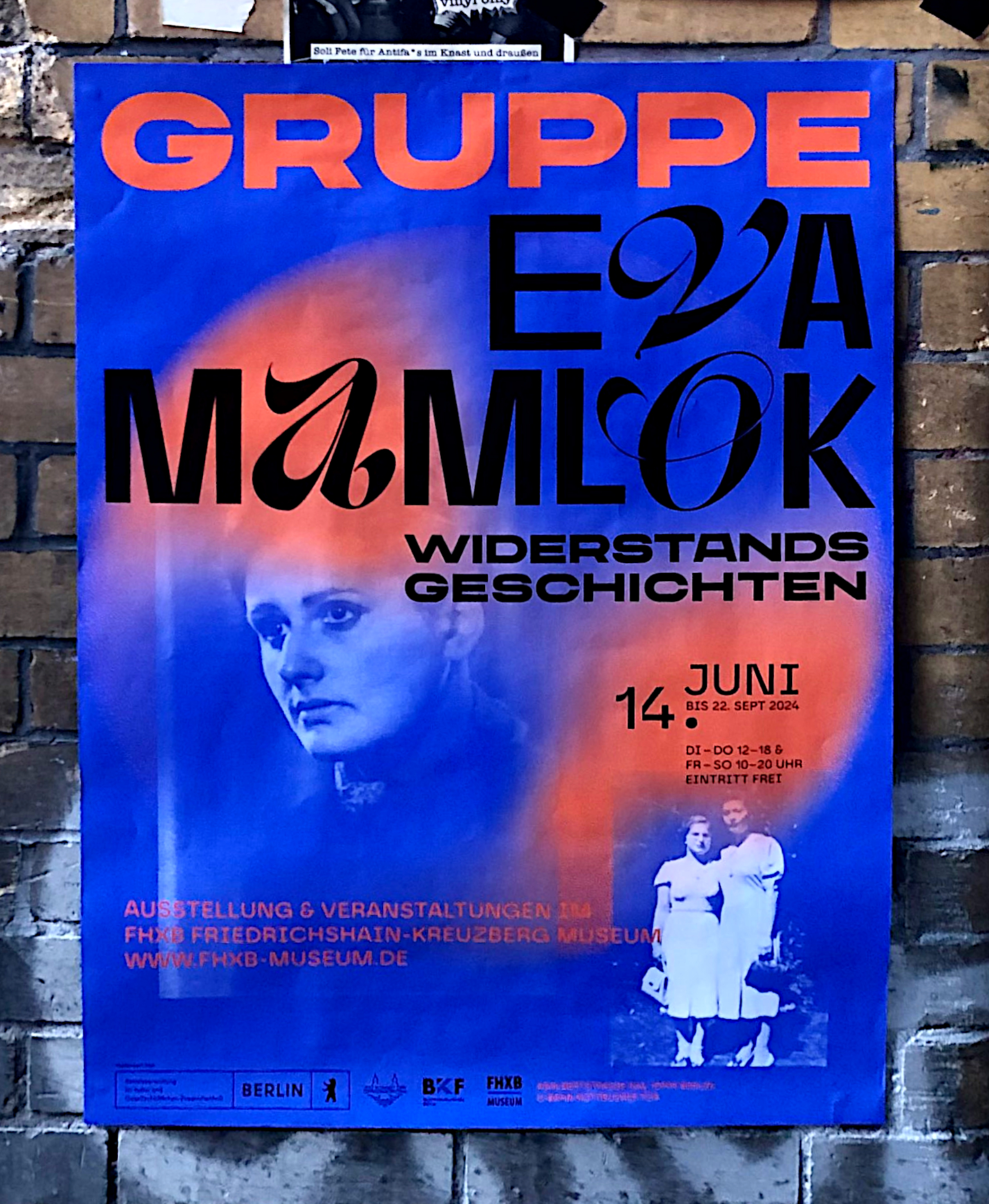
Plakat zur Ausstellung „Gruppe Eva Mamlok“ 2024 im FHXB Friedrichshain-Kreuzberg Museum
Fotos zeigen v. l. n. r. Eva Mamlok, Marianne Joachim und Inge Berner

Mit dreimonatiger Verzögerung, bedingt durch eine Typhusepidemie im Gefängnis, wurden die drei jungen Frauen am 13. Januar 1942 mit dem 8. Osttransport („Welle 8“) in das Ghetto Riga in Lettland deportiert, wo zu der Zeit mehrere Zwangsarbeitslager existierten, die 1943, nach der Auflösung des Ghettos, zum KZ Riga-Kaiserwald zusammengelegt wurden. Zuvor konnte Inges Mutter ihrer Tochter beim Abtransport noch einen Koffer mit Kleidung mitgeben.
Wenige Monate später, am 29. November 1942, wurde Inges Familie (Flora, Bruno und Herbert Gerson) im Zuge des Holocausts in das Vernichtungslager Auschwitz deportiert und dort ermordet.
Im Rigaer Ghetto, das zu einem Sammelpunkt verschleppter Jüdinnen und Juden aus ganz Europa geworden war, musste Inge Gerson Zwangsarbeit in verschiedenen Arbeitslagern leisten. Die Wehrmacht und zahlreiche deutsche Firmen unterhielten in Riga Standorte, um gezielt jüdische und andere Zwangsarbeitende ausbeuten zu können. Inge arbeitete unter anderem im Heereskraftfahrpark (HKP) der Wehrmacht und beim Bau des Flughafens Riga-Spilwe. Um die Jahreswende 1943/44 musste sie dann im KZ-Außenlager Riga-Mühlgraben Militärkleidung von getöteten Wehrmachtssoldaten der östlichen Schlachtfelder instand setzen.
Im KZ Riga-Kaiserwald, in das Gerson 1943 überstellt wurde, traf sie ihre Berliner Freundin Charlotte Arpadi wieder. Charlotte hatte wie Inge in Riga einen lettischen Mann geheiratet, Eugen Borkum, und hieß zu dieser Zeit mit Nachnamen Borkum. Ungefähr in diesem Zeitraum wurden Inge und Eva Mamlok durch verschiedene Umstände getrennt. Eva starb erst 23. Dezember 1944 im KZ Stutthof, wohingegen ihre Freundin lebenslang der Ansicht war, sie sei bereits Ende 1943 gestorben.
Nach Auflösung der baltischen Ghettos wurde das KZ Riga-Kaiserwald zu einem Sammellager der noch lebenden jüdischen Menschen aus dem gesamten baltischen Raum. In ihren Memoiren beschreibt Charlotte Arpadi detailliert die mörderischen Lagerbedingungen.
Wegen des Vorrückens der Roten Armee auf die von der Wehrmacht besetzten baltischen Länder löste die SS das KZ Riga-Kaiserwald ab Ende Juni 1944 auf. Sie ermordete den größten Teil der Lagerinsassen und evakuierte Anfang August 1944 die noch Arbeitsfähigen, vor allem junge Frauen wie Inge Gerson und Charlotte Arpadi, mit Schiffen über die Ostsee und dann mit Barken an Schleppkähnen in das KZ Stutthof in der Nähe von Danzig. Inge datierte ihre Verschleppung aus Riga später auf den 6. August 1944. Ihre Aufnahme im KZ Stutthof fand am 9. August 1944 statt. Sie gab als Namen Inga Brin an, geboren in Riga und ledig, nur das Geburtsdatum stimmte mit ihrem realen überein. Charlotte gab ebenfalls an, sie sei ledig und in Riga geboren; nur ihr Vorname und das Geburtsdatum stimmte. Im Gegensatz dazu gaben ihre Ehemänner Max Brin und Eugen Borkum die Namen ihrer Ehefrauen an und erklärten, dass sie verheiratet seien. Die beiden Männer wurden bereits am August 13. August 1944 aus Stutthof weiter in das KZ Buchenwald deportiert. Inge und Charlotte wurden bei Arbeitskommandos in Außenlagern vom KZ Stutthof eingesetzt. Zuerst mussten sie in Argenau in der Nähe Thorn und danach ebenfalls in der Nähe von Thorn in einer kleinen Siedlung in Korben (heute polnisch Chorab) Verteidigungsgräben für das Baukommando Weichsel der Organisation Todt ausheben und für die Verpflegung der Zwangsarbeitenden aufkommen. Dass die beiden Frauen das KZ Stutthof überlebten, führte Arpadi auf die besseren Lebensbedingungen bei Außeneinsätzen zurück, wo sie gelegentlich Feuerholz oder ein paar Nahrungsmittel ergattern konnten.
Ab Ende Januar 1945 wurden das KZ Stutthof und die Außenlager schrittweise aufgelöst. Bei dem folgenden tagelangen Todesmarsch, bei dem die meisten Gefangenen an Entkräftung starben oder von den Wachmannschaften erschossen wurden, gelang es den Freundinnen zu fliehen. Wochen und Monate des lebensgefährlichen Umherirrens folgten, bei dem sie nicht selten für Spioninnen gehalten wurden und nur mit knapper Not der Exekution entkamen. Inge Gerson kehrte nach der Befreiung 1945 nach Berlin zurück, wo sie erfuhr, dass ihre gesamte Familie nicht mehr am Leben war. Nur ihre Tante Dorothea Skodowski, geborene Opprower, hatte in Berlin durch ihre „Mischehe“ mit dem nicht-jüdischen Horst Skodowski überlebt. Charlotte Arpadi emigrierte auf Umwegen in die USA, wohin ihre Eltern bereits vor dem Krieg geflohen waren.

## Weiterleben nach Kriegsende

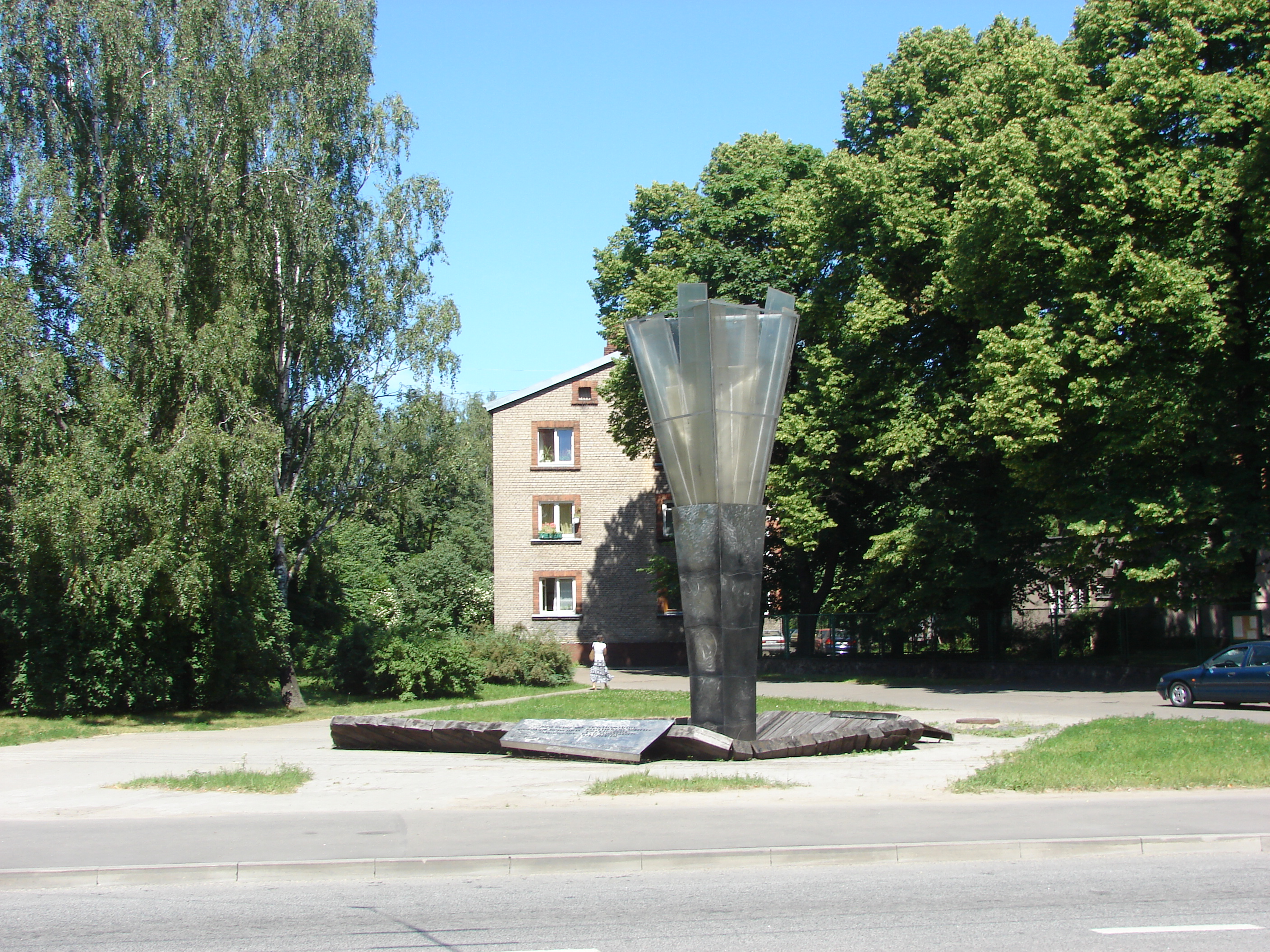
Denkmal an das KZ „Riga-Kaiserwald“ und an weitere Gefangene im Zweiten Weltkrieg in Riga (Lettland)

In Berlin lernte Inge Gerson den ehemaligen Verkäufer Wolf Berner kennen und heiratete ihn am 31. August 1946. Berner leitete zu der Zeit ein Lager der Vereinten Nationen für Displaced Persons, darunter Überlebende aus Lagern und ehemalige Zwangsarbeitende verschiedener Nationen. 1943 hatten die Nationalsozialisten Berner nach Auschwitz deportiert, wo seine Frau und sein kleiner Sohn sofort ermordet wurden. Er selbst überlebte nur, weil er Zwangsarbeit in einem Nebenlager des KZ Dachau leisten musste.

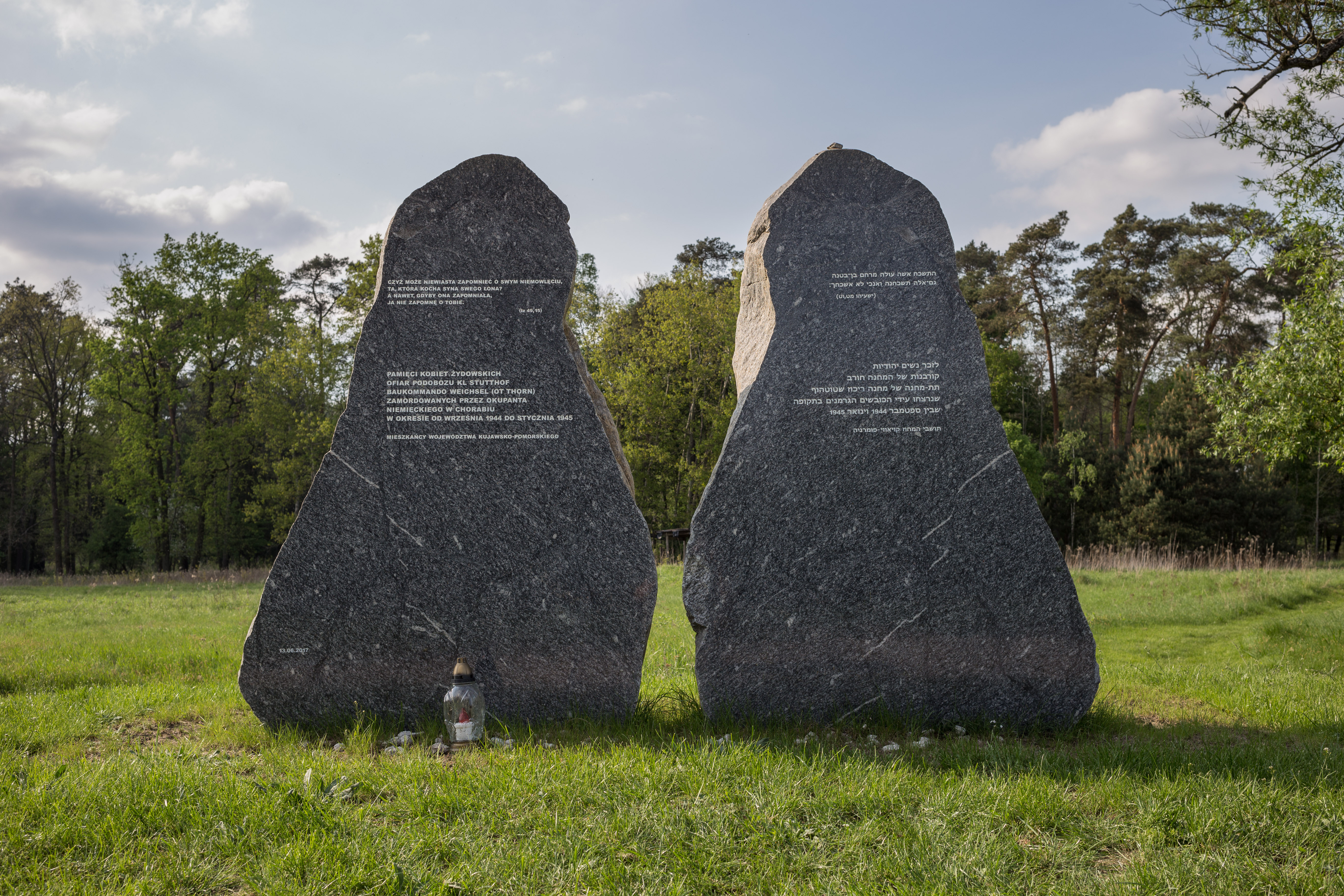
Gedenkstein in Chorab für die jüdischen Frauen aus dem KZ Stutthof, die von September 1944 bis Januar 1945 für das Baukommando Weichsel der Organisation Todt im Außenlager Korben Zwangsarbeit leisten mussten. Bei der Liquidierung des Lagers Mitte Januar 1945 ermordeten die Deutschen etwa 150 marschunfähige Frauen.

 Nach der Heirat engagierten sich Inge und Wolf Berner gemeinsam für die Nothilfe- und Wiederaufbauverwaltung der Vereinten Nationen (UNRRA) und für das American Jewish Joint Distribution Committee, eine Hilfsorganisation US-amerikanischer Juden. Im August 1949 wanderte das Paar in die USA aus, wo in New York ihre Tochter, Rose Berner Nelson geboren wurde.
Inge Berner arbeitete in den USA wieder als Sekretärin, wie schon 1940 als junge Frau im Besoldungsbüro der Jüdischen Gemeinde Berlin. Eine Ausbildung hatte sie wegen der NS-Verfolgung nie absolvieren können. Viele Jahre kämpfte sie um Entschädigung von der Bundesrepublik Deutschland. Sie erhielt letztlich nur eine Erwerbsminderung von 15 % attestiert und damit eine geringe Entschädigung, obwohl der KZ-Lagerleiter Gustav Sorge ihren Finger lebenslang verkrüppelt hatte. Berner wurde schließlich Sekretärin von Richard J. Auerbach, ihrem New Yorker Entschädigungsanwalt.

## Frühere Ehe
In Riga hatte Inge im Ghetto den am 23. März 1924 in Riga geborenen Max Brin geheiratet und nannte sich zeitweilig „Ingeborg Gerson-Brin“. Ob diese Ehe offiziell standesamtlich geschlossen wurde, ist unklar. Brin wurde am 8. August 1944 aus Riga in das KZ Stutthof deportiert und am 16. August 1944 von dort weiter in das KZ Buchenwald, wo er die Häftlingsnummer 82767 erhielt. Sein Schicksal ist ungeklärt. Inge Berner selbst hat ihn später in ihren Berichten nie mehr erwähnt.

## Zeugenschaft
Berners Zeugnis ist besonders bedeutsam, weil sie als Einzige die Frauen-Widerstandsgruppe um Eva Mamlok in Berlin überlebt und ihren Widerstand in Riga fortgesetzt hat. Trotzdem blieben ihre Aussagen lange Zeit unveröffentlicht oder wurden nur von Dritten wiedergegeben. Erst in den 1990er Jahren trat sie selbst unter eigenem Namen mit ihren Erinnerungen an die Öffentlichkeit.
Bereits kurz nach der Befreiung schrieb sie noch unter dem Namen Gerson-Brin in Bukarest, wohin sie sich in den Nachkriegswirren geflüchtet hatte, ihre Erinnerungen detailliert nieder. Zurück in Berlin legte sie für die Kommission zur Anerkennung der Opfer des Faschismus erneut ausführlich Zeugnis ab. Nach der Auswanderung in die USA gab sie 1951 dem Soziologen Elmer Luchterhand, der die psychosozialen Bedingungen des Überlebens in qualitativen Interviews erforschte, ausführlich Auskunft über ihre Erfahrung im Holocaust. Im Interview mit Luchterhand sprach sie auch von der großen Bedeutung, die die Freundschaft mit Eva Mamlok für sie hatte.
Am 11. Januar 1957 erschien in der deutsch-jüdische Zeitung Aufbau in New York unter Letters to the Editor ein Leserbrief, unterschrieben mit ihren Initialen „I.B.“, der mit der Überschrift Gedenken einer Widerstandskämpferin an Marianne und Heinz Joachim und ihren Widerstand in der Herbert-Baum-Gruppe erinnerte.
1971 nahm sie nach einem Artikel im Jahrbuch des Leo Baeck Institute Kontakt mit dem Historiker Arnold Paucker auf, der im LBI Yearbook erstmals ausführlich über die Herbert-Baum-Gruppe geschrieben hatte. Über Paucker gelangte ihre Erinnerung an die ‚Gruppe Eva Mamlok‘ letztlich in die historische Literatur zum jüdischen Widerstand.
Im Kriegsverbrecherprozess gegen den ehemaligen SS-Oberscharführer Heinz Wisner, der wegen vielfachen Mordes im KZ Riga-Kaiserwald angeklagt war, sagte Berner als Zeugin aus. In einem weiteren Prozess gegen Gustav Sorge, den ehemaligen SS-Hauptscharführer und Leiter eines Außenlagers im KZ Riga-Kaiserwald, berichtete sie, dass Sorge sie schwer misshandelt und so ihre Hand verkrüppelt hatte.

Seit den 1990er Jahren sprach Berner öffentlich als Zeitzeugin über das Erlebte, gab Interviews und hielt Vorträge. Für das United States Holocaust Memorial Museum stellte sie 1999 ihre Fotos und Dokumente zur Verfügung (Berner Papers). Besonders wichtig war ihr, dass auch künftige Generationen über den Holocaust Bescheid wissen. Bei einem Vortrag an einer Schule fasste sie ihre Lebenserfahrung folgendermaßen zusammen:
„Alles kann dir genommen werden: dein Zuhause, dein Besitz, sogar deine Familie. […] Aber was euch nicht genommen werden kann, ist […] eure Bildung und euer Wissen.“
 Inge Berner starb am 10. Juni 2012 in Reston, Virginia, USA.